# Domagné
Domagné är en kommun i departementet Ille-et-Vilaine i regionen Bretagne i nordvästra Frankrike. Kommunen ligger i kantonen Châteaubourg som tillhör arrondissementet Fougères-Vitré. År 2022 hade Domagné 2 439 invånare.

## Befolkningsutveckling
Antalet invånare i kommunen Domagné
Referens:INSEE